# طوطی تیمنه
طوطی تیمنه یا طوطی خاکستری تیمنه، با نام علمی Psittacus timneh در سال ۱۸۴۴ توسط دانشمندی به نام فریزر Fraser شناسایی شد. پر و بال آن خاکستری است و دم آن نیز برخلاف طوطی کنگو، خاکستری سرخ فام است. نوک به رنگ تیره روشن و در قسمت پایینی کمی به سفیدی می‌زند. طول آن از طوطی خاکستری کنگو کوتاه‌تر است و وزن آن ۲۵۰ تا ۴۵۰ گرم و در حدود ۵۰ تا ۶۰ سال عمر می‌کند. این پرنده در جنوب گینه، سیرالئون، لیبریا و اغلب مناطق غربی ساحل عاج دیده می‌شود. قدرت تقلید صدای آن تفاوتی با طوطی خاکستری کنگو ندارد این طوطی آرام‌تر از سایر انواع طوطیان است و از سن پایین قادر به تقلید صدا می‌باشد.